# 凱勒拉島

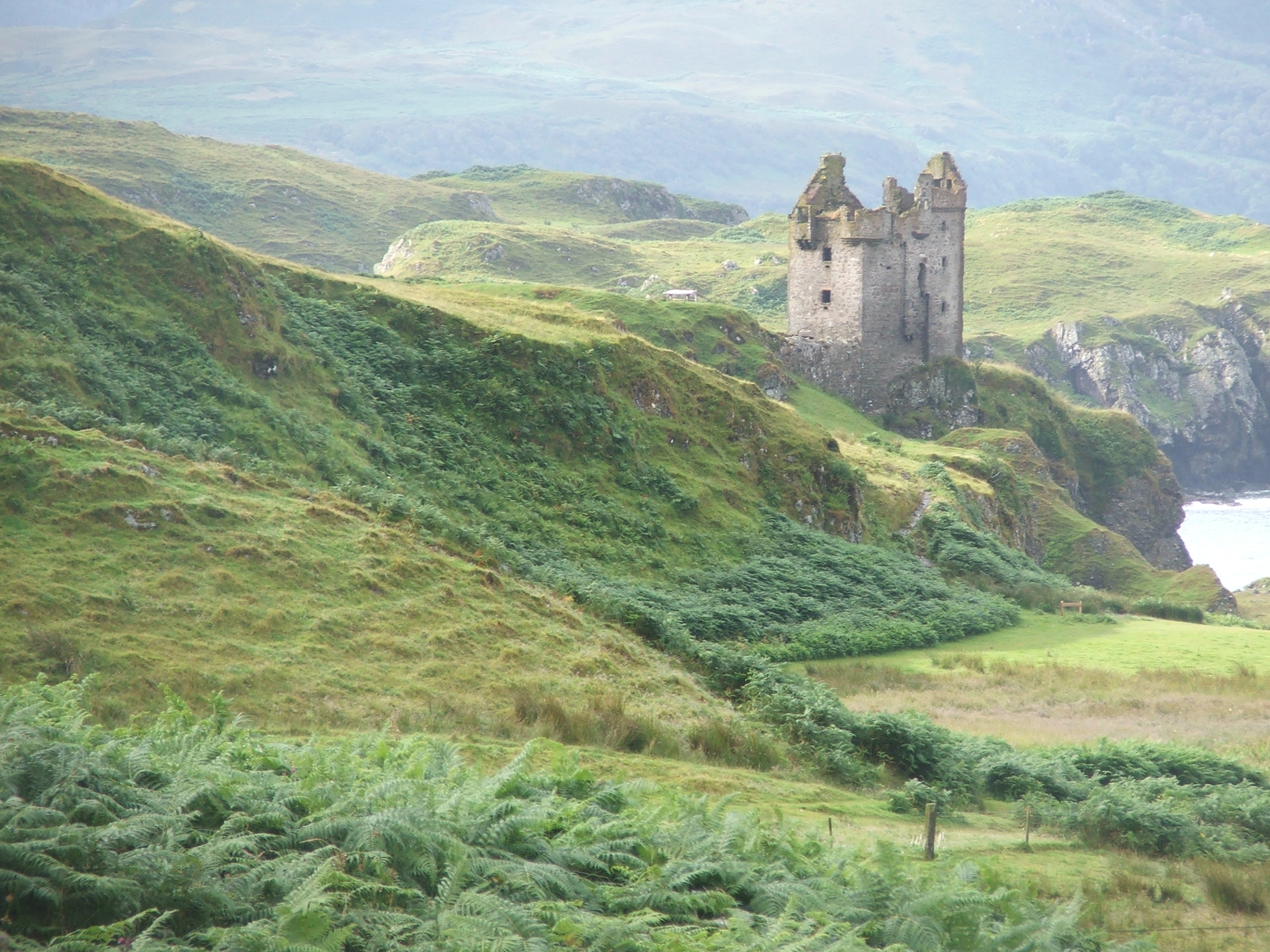

凱勒拉島是蘇格蘭的島嶼，位於大西洋海域，屬於內赫布里底群島的一部分，由阿蓋爾-比特負責管轄，面積12.14平方公里，最高點海拔高度189米，2005年人口35。

## 外部連結
- Oban Marina, Kerrera（页面存档备份，存于）

56°24′N 5°32′W / 56.400°N 5.533°W